# Butis
Butis – rodzaj ryb z rodziny eleotrowatych.

## Klasyfikacja
Gatunki zaliczane do tego rodzaju:

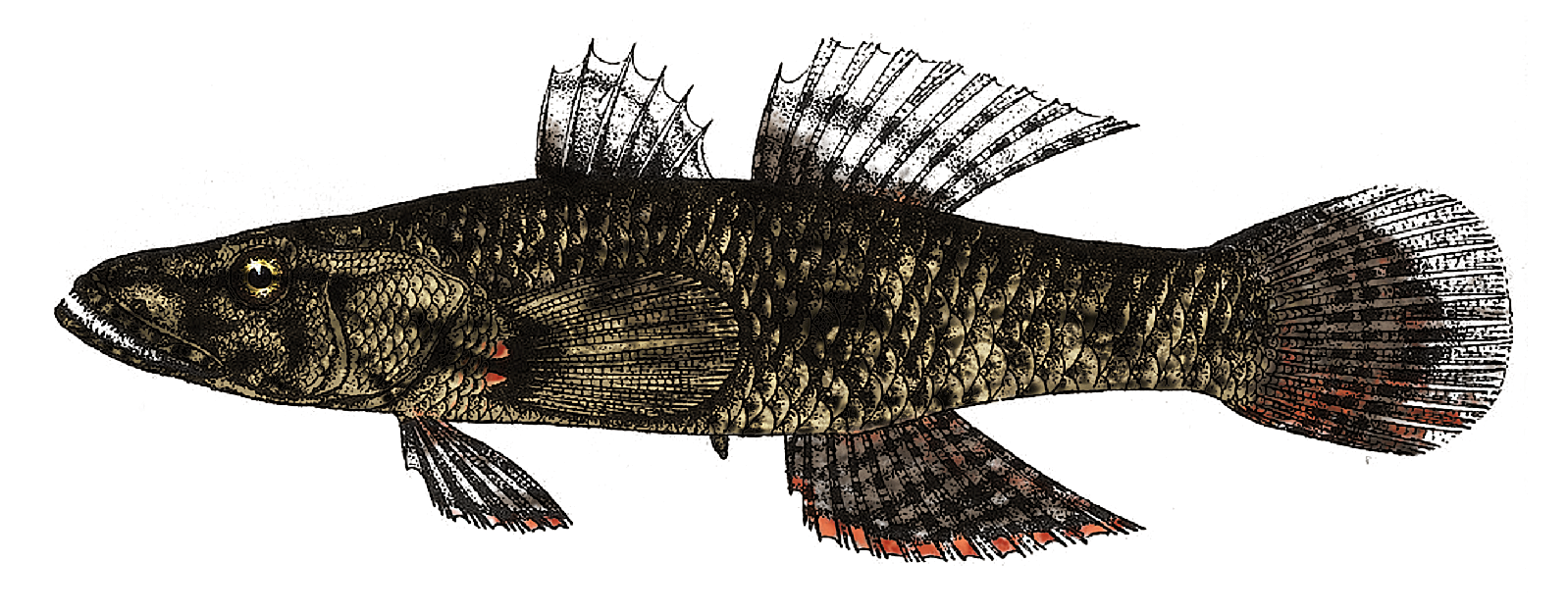
Butis amboinensis
- Butis butis
- Butis gymnopomus
- Butis humeralis
- Butis koilomatodon
- Butis prismatica

- Butis butis